# Dique bolivarense
La Zona de Desarrollo Económico y Social (Zodes) del Dique bolivarense es una subregión del departamento de Bolívar (Colombia), ubicado al norte del mismo.
El Dique es el soporte y despensa agropecuaria de Cartagena de Indias y Barranquilla. Tiene gran potencial marítimo y acuícola. Está cruzado por los principales corredores viales del Caribe colombiano, como son el río Magdalena y el Canal del Dique, que le da su nombre.
Anteriormente a este Zodes hacia parte el distrito de Cartagena de Indias y los municipios de Clemencia, Santa Catalina, Santa Rosa de Lima, Turbaco, Turbana y Villanueva; que de acuerdo a la Ordenanza 118 de 2017 pasaron a conformar el Zodes Norte.
Está integrada por los siguientes municipios:
| Bandera | Nombre         | Altitud (m s. n. m.) | Temperatura promedio (°C) | Área (km²) | Habitantes | Año de fundación | Habitantes cabecera municipal |
| ------- | -------------- | -------------------- | ------------------------- | ---------- | ---------- | ---------------- | ----------------------------- |
|         | Arjona         | 63                   | 28                        | 566        | 73 891     | 1775             | 58 087                        |
|         | Arroyohondo    | 30                   | 37                        | 162        | 10 038     | 1791             | 6 774                         |
|         | Calamar        | 9                    | 34                        | 246        | 23 609     | 1848             | 13 364                        |
|         | Mahates        | 9                    | 34                        | 479        | 26 126     | 1533             | 9 986                         |
|         | San Cristóbal  | 8                    | 34                        | 56         | 6 694      | -                | 5 638                         |
|         | San Estanislao | 13                   | 34                        | 208        | 16 369     | 1650             | 12 074                        |
|         | Soplaviento    | 11                   | 32                        | 91         | 8 467      | 1533             | 8 285                         |
|         | Villanueva     | 110                  | 31                        | 135        | 19 923     | 1970             | 18 481                        |